# Зірки і смуги
«Зірки і смуги» (англ. Tars and Stripes) — американська короткометражна кінокомедія Чарльза Лемонта 1935 року.

## Сюжет
Елмер Дулітл, учень моряка, що навчається в Сан-Дієго, він намагається не потрапляти в неприємності. Проте більшість його проблем виникає через його подругу Дороті і каноніра Річарда Мака.

## У ролях
- Бастер Кітон — Елмер Дуліттл
- Вернон Дент — головний канонір Річард Мак
- Дороті Кент — Дороті
- Джек Шута — моряк
- Джоні Касц'єр — моряк
- Вільям Льюїс — моряк
- Аль Томпсон — моряк
- Берт Янг — моряк